# Ligament ménisco-tibial latéral
Le ligament ménisco-tibial latéral (ou  ligament coronaire latéral (du genou)) est un ligament de l'articulation fémoro-tibiale. 

## Description
Le ligament ménisco-tibial est la partie de la capsule articulaire de l'articulation fémoro-tibiale qui relie le bord inférieur de la corne postérieure du ménisque latéral au bord latéral du plateau tibial. 

## Anatomie fonctionnelle
Le ligament ménisco-tibial médial empêche la translation antérieure du tibia.